# 斯氏可哥鮋
斯氏可哥鮋為輻鰭魚綱鮋形目鮋亞目絨皮鮋科的其中一種，為熱帶海水魚，分布於西印度洋紅海及東印度洋安達曼群島海域，體長可達5公分，棲息在底層水域，生活習性不明。

## 扩展阅读
維基物種上的相關：斯氏可哥鮋